# 順海寺
順海寺（じゅんかいじ）は日本の兵庫県揖保郡太子町にある真言宗醍醐派の寺院。山号は金照山。播磨四国八十八ヶ所霊場第12番札所。

## 沿革
元は但馬国二方郡浜坂町（現在の兵庫県美方郡新温泉町）に在り、寛永年間（1624年 - 1643年）に清富藩を起こした宮城豊嗣が修練道場を創建し見樹院と命名された。

### 順海による中興
清富藩は豊嗣の早世で嗣子無く改易となったため、見樹院が荒廃したのを嘆いた庄屋が加賀国から浜坂を訪れた旅僧の順海を迎えて再興させ、真言宗への改宗を経て正覚院となった。順海長男の2世行山は同じく浜坂の大宝院で修行していたが、やがて正覚院の方が浜坂で人々の崇敬を集めて行く。そのため、大宝院側から妬まれて「正覚院は狐を使う」と悪口雑言を流されるも行山はそれに与せず上六軒町に寺を移転し、文化元年（1804年）より順海寺を称した。
5世西皐道暢は順海寺の境内に私塾を開き、多くの子弟を教育したが明治40年（1907年）に入寂し、長男にも先立たれていたため後継者無く空院となった。

### 播磨への移転
大正12年（1923年）、醍醐派総本山の醍醐寺は姫路宝蔵院徒弟の八幡信圓を15年余り空院となっていた順海寺の住職に就けたが、寺の荒廃を嘆いた信圓は但馬国浜坂から南へ約90kmの播磨国揖保郡太田村（現在の太子町）山田へ移転することを地方庁へ進言し、信徒の多くもこの案に賛同したことから大正13年（1924年）9月28日に現地で竣工した堂宇の落慶法要が平之亮禅管長を迎えて盛大に執り行われた。昭和初期には播磨四国八十八ヶ所霊場の第12番札所に指定されている。
但馬の順海寺跡地は「真言宗大師教会所」（浜坂大師教会）に改称され、新温泉町浜坂1920-4に現存している。

## 交通
姫路駅から神姫バス38・39系統 「青山ゴルフ場」バス停から南へ徒歩5分。自家用車の場合は国道2号姫路バイパス太子東ランプより北東すぐ。
近隣には、明治天皇が1885年（明治18年）夏の山陽道巡幸で西国街道山田峠を越えるに当たり小休止を摂った山田御小休所跡を示す石柱（明治天皇聖蹟）がある。